# East Coast (Bahnbetriebsgesellschaft)
| East Coast                                                    | East Coast |
| ------------------------------------------------------------- | --- |
| First ScotRail-Zug des Typs Class 170/4 in Edinburgh Waverley | |
| Firma                                                         | East Coast Main Line Co. Ltd                                                                                          |
| operiert seit                                                 | 14. November 2009 |
| Hauptstrecke                                                  | King’s Cross nach Edinburgh Waverley sowie nach Leeds                                                                 |
| Nebenziele                                                    | verschiedene Ziele in Yorkshire sowie Nord- und Zentralschottland                                                     |
| Flotte                                                        | 31 Züge der Britischen Klasse 91 30 Züge des InterCity 125 11 Züge des InterCity 225 5 Züge der Britischen Klasse 180 |
| Bahnhöfe                                                      | 12 |
| Muttergesellschaft                                            | Directly Operated Railways Ltd.                                                                                       |
| Website                                                       | www.eastcoast.co.uk                                                                                                   |

East Coast war von 2009 bis 2015 der Markenname der britischen Eisenbahngesellschaft East Coast Main Line Company Ltd, welche eine Tochtergesellschaft der Holding Directly Operated Railways Ltd. war.
Am 14. November 2009 wurde die Gesellschaft vom britischen Verkehrsministerium gebildet und übernahm die Geschäfte ihres seit 2007 operierenden Vorgängers National Express East Coast, nachdem die National Express Group die Zahlungen an ihr Franchise-Unternehmen eingestellt hatte.
Zum 28. Februar 2015 wurde der Betrieb eingestellt und am 1. März 2015 wurden die Fahrzeuge und die bedienten Strecken von Virgin Trains East Coast übernommen.

## Strecken

### Hauptstrecken

#### London – Newcastle – Edinburgh (– Glasgow)
Während des Tages bestand eine Zugverbindung vom Londoner Bahnhof King’s Cross nach Newcastle, die zu jeder halben Stunde verkehrte und die meisten Unterwegshalte besaß. Die Züge hielten in Stevenage, Peterborough, Grantham, Newark-on-Trent, Retford, Doncaster, York, Northallerton, Darlington und Durham.

Streckennetz von East Coast

Zu jeder vollen Stunde wurden die Züge von London nach Edinburgh, und alle zwei Stunden nach Glasgow durchgebunden. Das jeweils um 10 Uhr morgens in London und Edinburgh abfahrende Zugpaar wurde traditionell Flying Scotsman genannt. Lediglich in York und Newcastle haltend, stellte das Zugpaar die schnellste Nord-Süd-Verbindung Großbritanniens dar.
Nach der Übernahme im November 2009 überprüfte das Department for Transport, die durchgängige Verbindung von London nach Glasgow zu streichen, da sich die Fahrtdauer auf der westlich parallel verlaufenden West Coast Main Line zwischen den beiden Städten deutlich (4:31h gegenüber 5:45h auf der East Coast Main Line) reduziert hat.

#### London – Leeds
Es bestand auch eine halbstündliche Verbindung über Wakefield nach Leeds. Meist hielten die Züge dabei unterwegs in Doncaster und Peterborough, manche sogar in Newark, Retford, Grantham und Stevenage.

### Nebenstrecken
- nach Aberdeen: Täglich drei Zugpaare verkehrten zwischen King’s Cross und Aberdeen. Die Züge fahren jeweils um 10:30 Uhr, 14:00 Uhr und 16:00 Uhr ab und benötigen für ihre Fahrt gut sieben Stunden. Zwischen Leeds und Aberdeen verkehrte ein Zugpaar täglich. Da der Abschnitt Edinburgh–Aberdeen nicht elektrifiziert ist, wurden hier dieselbetriebene HST-Züge eingesetzt. Dabei wurde die historisch bedeutsame Firth-of-Forth- sowie die Firth-of-Tay-Brücke benutzt.
- nach Inverness: Ein Zugpaar täglich verkehrte zwischen King’s Cross und Inverness, welches Highland Chieftain genannt wird. Die gut acht Stunden dauernde Fahrt wurde ebenfalls durch dieselbetriebene HST-Züge absolviert, da die Bahnstrecke Edinburgh–Dunblane sowie die Highland Main Line nicht elektrifiziert sind.
- nach Hull: Ein Zugpaar täglich verkehrte zwischen King’s Cross und Hull, welches Hull Executive genannt wurde. Da die Bahnstrecke York–Hull nicht elektrifiziert ist, wurden auch hier HST-Züge eingesetzt.
- nach Skipton: Morgens startete aus Skipton ein Zug über Keighley und Bradford nach King’s Cross, der frühabends in London wieder zur Rückfahrt aufbrach. Die Verbindung stellte die Verlängerung der Züge von London nach Leeds und Bradford dar. Zwar ist die Strecke vollständig elektrifiziert, jedoch ist sie für Züge der Class 91 dennoch ungeeignet, weswegen auch hier HST-Züge eingesetzt wurden.
- nach Harrogate: Montags bis samstags bestand morgens eine HST-Verbindung von Harrogate nach King’s Cross. In der Gegenrichtung bot East Coast jedoch keine Direktverbindungen an, weshalb man ab Leeds oder York auf Züge von Northern Rail ausweichen musste.
- nach Bradford: Täglich ein Zugpaar verkehrte zwischen King’s Cross und dem Bahnhof Forster Square in Bradford.

## Rollmaterial
| Triebzug      | Kategorie    | Bild | Gattung                   | {\displaystyle v^{max}} | {\displaystyle v^{max}} | Anzahl | eingesetzte Strecken |
| Triebzug      | Kategorie    | Bild | Gattung                   | mph                     | km/h                    | Anzahl | eingesetzte Strecken |
| ------------- | ------------ | ---- | ------------------------- | ----------------------- | ----------------------- | ------ | --- |
| InterCity 125 | Class 43     |      | Diesellokomotive          | 125                     | 200                     | 30     | London Kings Cross – Aberdeen London Kings Cross – Inverness London Kings Cross – Edinburgh London Kings Cross – Hull London Kings Cross – Skipton London Kings Cross – Harrogate Leeds – Aberdeen London Kings Cross – Newcastle |
| InterCity 125 | Mark 3 coach |      | Personenwagen             | 125                     | 200                     | 117    | London Kings Cross – Aberdeen London Kings Cross – Inverness London Kings Cross – Edinburgh London Kings Cross – Hull London Kings Cross – Skipton London Kings Cross – Harrogate Leeds – Aberdeen London Kings Cross – Newcastle |
| InterCity 225 | Class 91     |      | Elektrolokomotive         | 140                     | 225                     | 31     | London King’s Cross – Leeds London Kings Cross – Edinburgh London Kings Cross – Glasgow Central London Kings Cross – Bradford Forster Square London Kings Cross – Newcastle                                                       |
| InterCity 225 | Mark 4 coach |      | Personenwagen             | 140                     | 225                     | 302    | London King’s Cross – Leeds London Kings Cross – Edinburgh London Kings Cross – Glasgow Central London Kings Cross – Bradford Forster Square London Kings Cross – Newcastle                                                       |
| InterCity 225 | Mark 4 coach |      | Loks mit Mehrfachtraktion | 140                     | 225                     | 31     | London King’s Cross – Leeds London Kings Cross – Edinburgh London Kings Cross – Glasgow Central London Kings Cross – Bradford Forster Square London Kings Cross – Newcastle                                                       |
| Adelante      | Class 180    |      | Dieseltriebwagen          | 125                     | 200                     | 5      | 2010 |

Im März 2008 beantragte die Vorgängergesellschaft National Express die Erschließung neuer Bahnstrecken bzw. Ziele, welche mit Zügen der Britischen Klasse 180 bedient werden sollten.
Das Mutterunternehmen Directly Operated Railways drückte seine Unzufriedenheit über die geplante Nutzung der 180er-Züge aus und favorisiert stattdessen lokbespannte Züge. Ursprünglich waren dabei Züge der Britischen Klasse 90 bei einem Tempo von 180 km/h vorgesehen, später entschied man sich für den Einsatz 200 km/h schneller HST-Züge auf diesen Verbindungen.